# Divatte
Divatte – rzeka we Francji, przepływająca przez tereny departamentów Maine i Loara oraz Loara Atlantycka, o długości 28 km. Stanowi lewy dopływ rzeki Loary.